# Pufer
Púfer je snov, ki uravnava kislost oziroma bazičnost raztopin. Če k raztopini pufra dodamo majhno količino baze ali kisline, se pH raztopine skoraj ne spremeni. Pufri so običajno raztopine zmesi šibkih kislin in soli teh kislin z močnimi bazami ali zmesi šibkih baz in soli teh šibkih baz z močnimi kislinami.
Pufer ima sposobnost sprejemanja protonov (v primeru dodatka kisline) in oddajanja protonov (v primeru dodatka baze).

## Primer pufra
Ocetna kislina/natrijev acetat
Molekule ocetne kisline (CH3COOH) v pufru oddajo protone hidroksidnim ionom in jih na ta način nevtralizirajo (nastane voda). Natrijev acetat (CH3COONa) v vodni raztopini razpade na natrijeve in acetatne ione (Na+, CH3COO−). Acetatni ioni sprejmejo protone od oksonijevih ionov in jih na ta način nevtralizirajo (nastane voda).
OH−(aq) + CH3COOH(aq) → H2O(l) + CH3COO−(aq)
Dodatek baze (hidroksidni ioni) nevtralizirajo molekule ocetne kisline, ki oddajo protone. Prikazano ravnotežje omogoča, da ostane koncentracija hidroksidnih ionov kljub dodatku baze skoraj nespremenjena.
H3O+(aq) + CH3COO−(aq) → H2O(l) + CH3COOH(aq)
Dodatek kisline (oksonijevi ioni) nevtralizirajo acetatni ioni, ki sprejmejo protone. Prikazano ravnotežje omogoča, da ostane koncentracija oksonijevih ionov kljub dodatku kisline skoraj nespremenjena.

## Delitev
Pufre delimo na kisle in bazične. Kisli pufri (pH < 7) so sestavljeni iz šibke kisline in njene ustrezne soli. Bazični pufri (pH > 7) so sestavljeni iz šibke baze in njene ustrezne soli.

## Vloga
Pufri imajo pomembno vlogo v živih bitjih. Med drugim omogočajo tudi konstantno pH-vrednost krvi (normalna vrednost pH krvi je 7,4). Če se pH spremeni za več kot 0,4, ne nastopi smrt, kot je bilo napisano, kajti potem bi sedaj umrlo kak milijon ljudi. Možni vzrok spremembe pH krvi je lahko hitro globoko dihanje (hiperventilacija), npr. zaradi bolečine ali stresa.